# Symboles du Québec

Le fleurdelisé

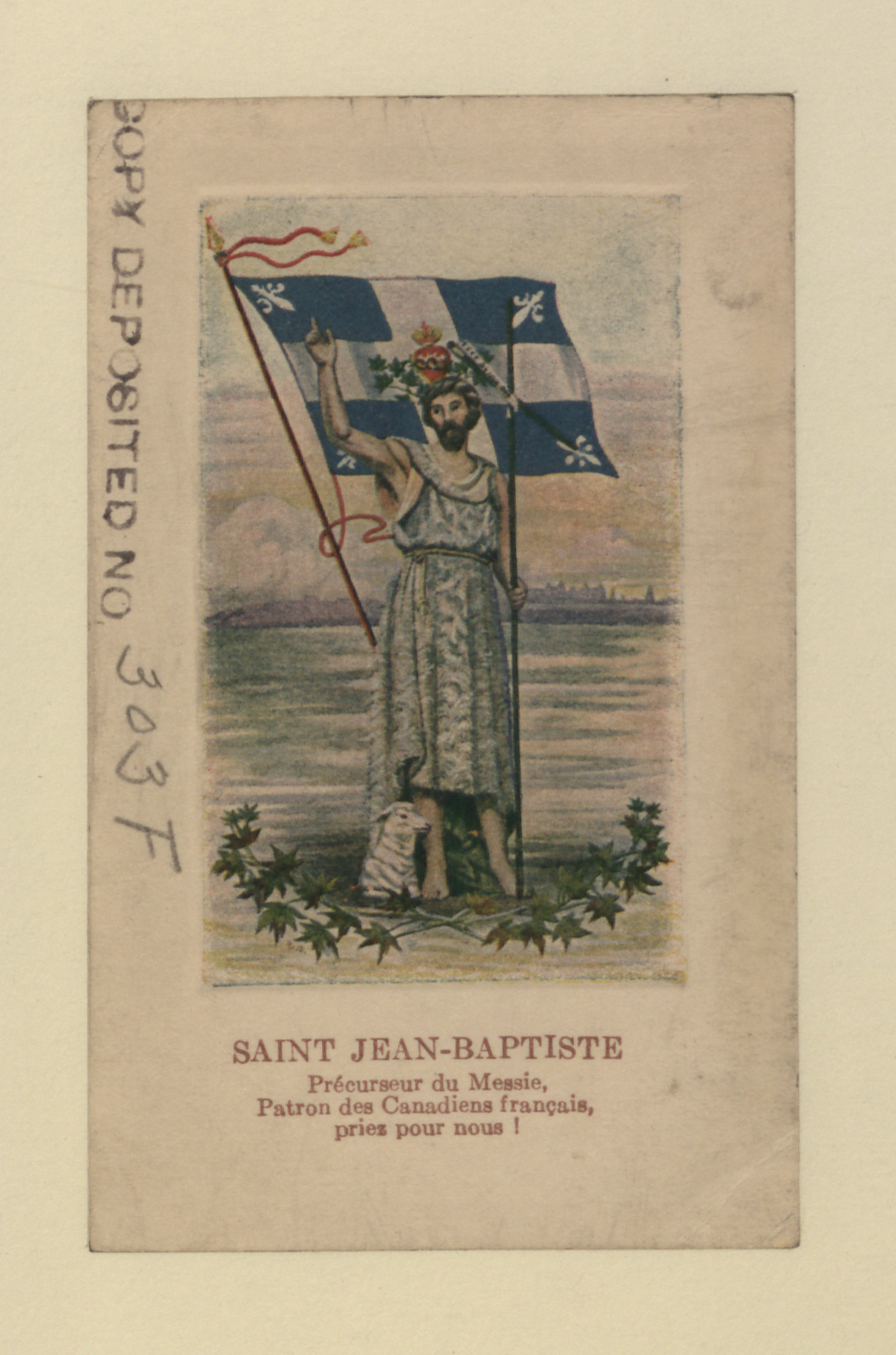
Jean le Baptiste, saint patron des canadiens français et québécois

Les symboles du Québec sont les signes formels ou non qui sont historiquement associés au Québec. Les symboles officiels sont réglementés par la Loi sur le drapeau et les emblèmes du Québec.

## Emblèmes
- Le drapeau du Québec ou fleurdelisé (1948)
- Les armoiries du Québec (1939)
- La fleur de lys
- Le Grand Sceau du Québec
- L'iris versicolore (1999), fleur emblématique
- Le bouleau jaune (1999), arbre emblématique
- Le harfang des neiges (1987), oiseau emblématique
- Le papillon Amiral (2021), insecte emblème officiel[1].

## Devises
- Je me souviens (1883) : devise officielle
- La Belle Province (1963) : slogan touristique apparaissant sur les plaques d'immatriculation de 1963 à 1977.

## Hymne
- Gens du pays (1975), hymne national populaire
- Salut au drapeau du Québec
- Vive la Canadienne (XIXe siècle)

## Saints patrons et allégories
- Jean le Baptiste, fêté le 24 juin (Fête nationale du Québec)
- Le vieux patriote de 1837, fêté l'avant-dernier lundi de mai (Journée nationale des Patriotes)